# Florence Roberts (actriz de 1871)
Florence Roberts (14 de febrero de 1871 – 17 de julio de 1927) fue una actriz estadounidense, conocida principalmente por ser la esposa del actor Lewis Morrison.

## Biografía
Roberts nació en Nueva York, sin embargo, se crío principalmente en California y tuvo un éxito temprano en San Francisco a mediados de 1889. Roberts empezó a actuar en el Teatro Baldwin Theatre y en el Teatro Alcazar, a menudo interpretaba papeles en adaptaciones de Shakespeare. En 1905, Roberts realizó una gira para interpretar una obra llamada Ana La Mont, la obra estuvo bajo la dirección de John Cort.

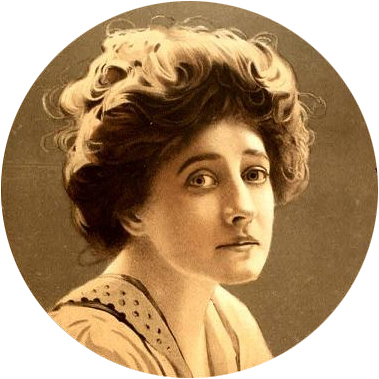
Florence Roberts c.1906

Roberts llegó a hacer giras al oeste de Estados Unidos, aunque rara vez hacía giras por Nueva York. Después de haber terminado la Primera Guerra Mundial, Roberts realizó una gira por Sudáfrica para trabajar en una adaptación de Mrs. Wiggs of the Cabbage Patch. Después de haber regresado a los Estados Unidos, Roberts apareció en algunas películas mudas, y luego se retiró a mediados de 1925. Roberts murió en Los Ángeles en 1927, tras una cirugía de emergencia.

## Vida personal
Roberts se casó con el actor Lewis Morrison, padre de la actriz Adrienne Morrison, y abuelo de Joan Bennett, Constance Bennett y Barbara Bennett, convirtiendo a Roberts en la madrasta de Adrienne Morrison. Roberts fue prima del actor Theodore Roberts, con quién apareció varias veces en el teatro. Una de sus interpretaciones más famosas fue en The Strength of the Weak, la obra fue echa en Broadway en 1906. Ese mismo año, su esposo, Lewis Morrison, murió y después, Roberts se casó con el actor Frederick Vogeding.[cita requerida]

## Años posteriores
Fue una de las primeras actrices en interpretar una versión cinematográfica de una obra de teatro, en este caso, interpretó a Fanny Le Grand en Sapho, una obra de teatro de origen estadounidense que fue interpretada por Olga Nethersole a principios de la década de 1900. Roberts apareció en más de cuatro películas mudas a mediados de 1925.